# Vomano
El Vomano és un riu d'Itàlia a la regió dels Abruços. Neix als Apenins. Té 75 km de llarg. Els afluents per l'esquerra són el torrent Cerreto, les rieres Maiorano i de la Monache, el torrent de Paludi, i la riera de Torrio. I per la dreta l'Arno, el Mavone i el torrent de la Rocchetta. Desemboca a la mar Adriàtica.
El seu nom llatí era Vomanus, que només menciona Plini el Vell, i diu que desembocava prop de la ciutat d'Atri (Adria).